# Gérald Delepine
Gerald Delepine est un pilote de Supermotard belge né à Hermalle le 11 décembre 1969.
Il court dans la classe actuellement S1 du championnat mondial Supermoto au sein de l'équipe Husqvarna.
Il devient en 2005 Champion du monde dans la classe S1.

## Palmarès
- 1993 : 4e Superbiker de Mettet
- 1999 : 11e championnat Europe supermoto S1
- 2000 : 12e championnat Europe supermoto S1
- 2001 : 7e championnat Europe supermoto S1
  - 2e championnat de Belgique S1
- 2002 : 2e championnat du monde supermoto S1
  - 3e championnat de France supermoto S1
- 2003 : 5e championnat du monde supermoto S1
- 2004 : 3e championnat du monde supermoto S1
- 2005 : CHAMPION DU MONDE S1
  - CHAMPION ITALIE
- 2006 : 3e championnat du monde supermoto S1